# Micro-région de Polgár
La micro-région de Polgár (en hongrois : polgári kistérség) est une micro-région statistique hongroise rassemblant plusieurs localités autour de Polgár.